# Edia
Edia és un gènere d'arnes de la família Crambidae.

## Taxonomia
- Edia minutissima Smith, 1906
- Edia semiluna Smith, 1905